# روغن‌ماهی دراز
روغن‌ماهی دراز (نام علمی: Ophiodon elongatus) نام یک گونه از راسته عقرب‌ماهی‌سانان است.

## نگارخانه

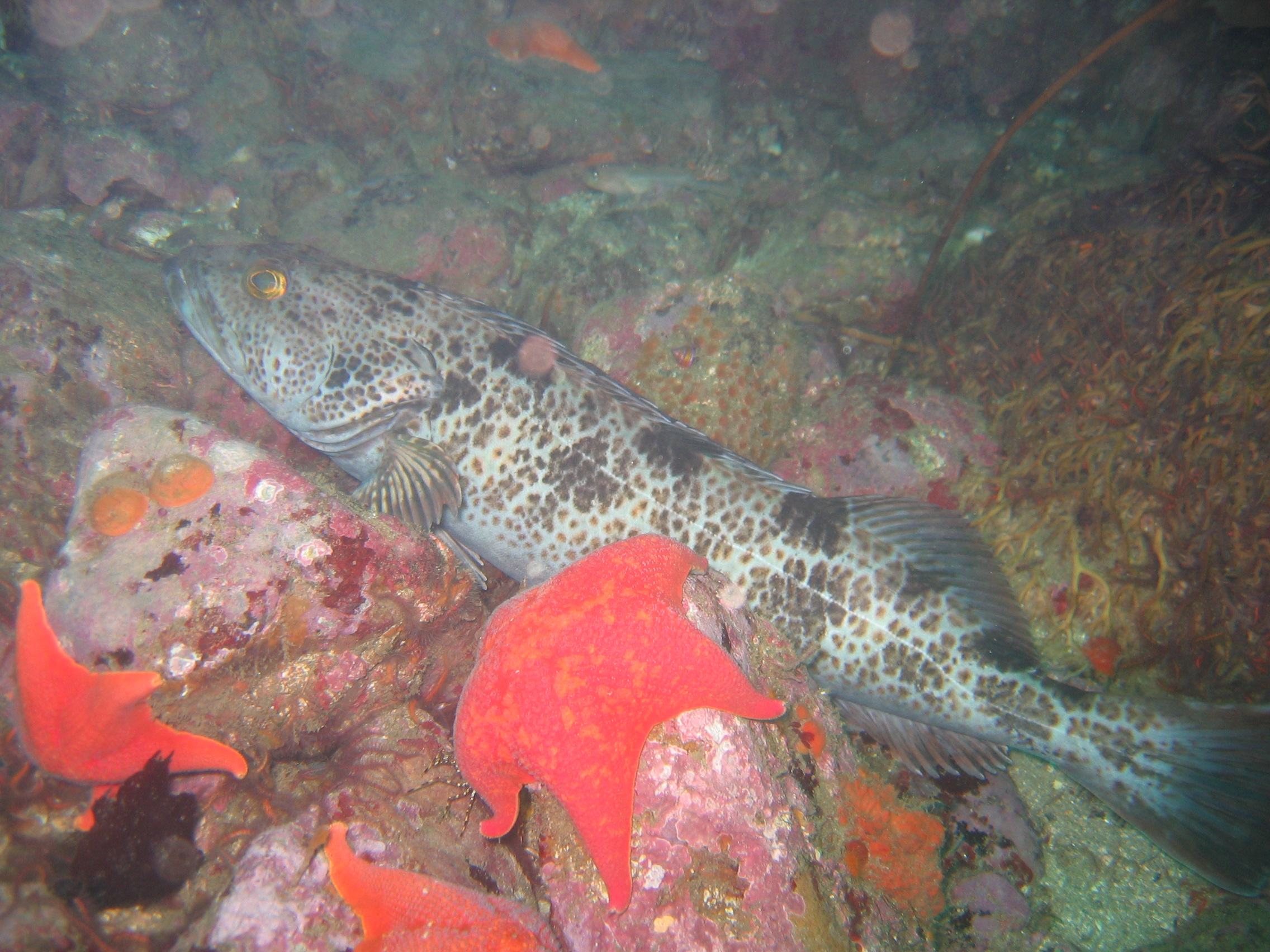
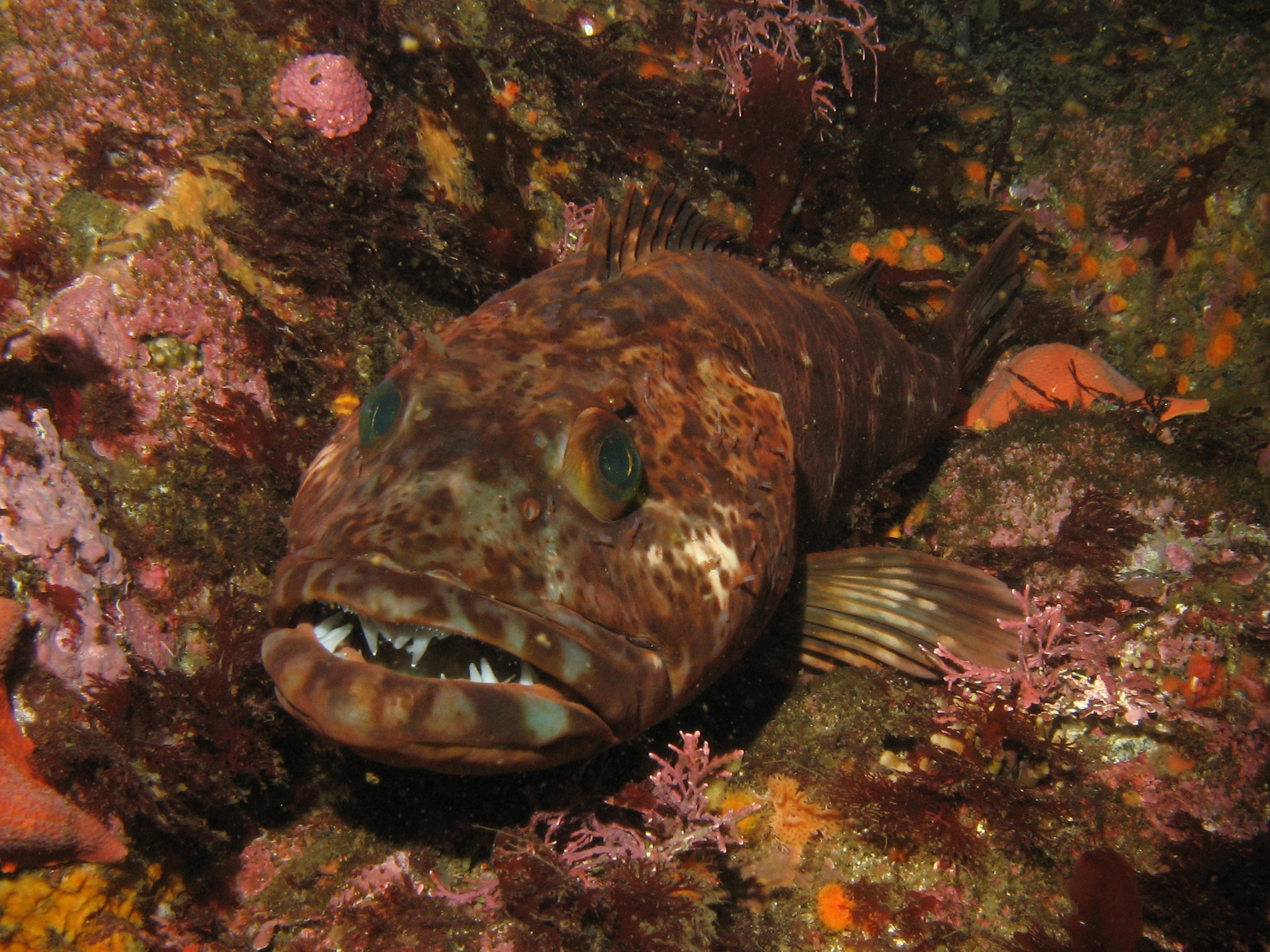
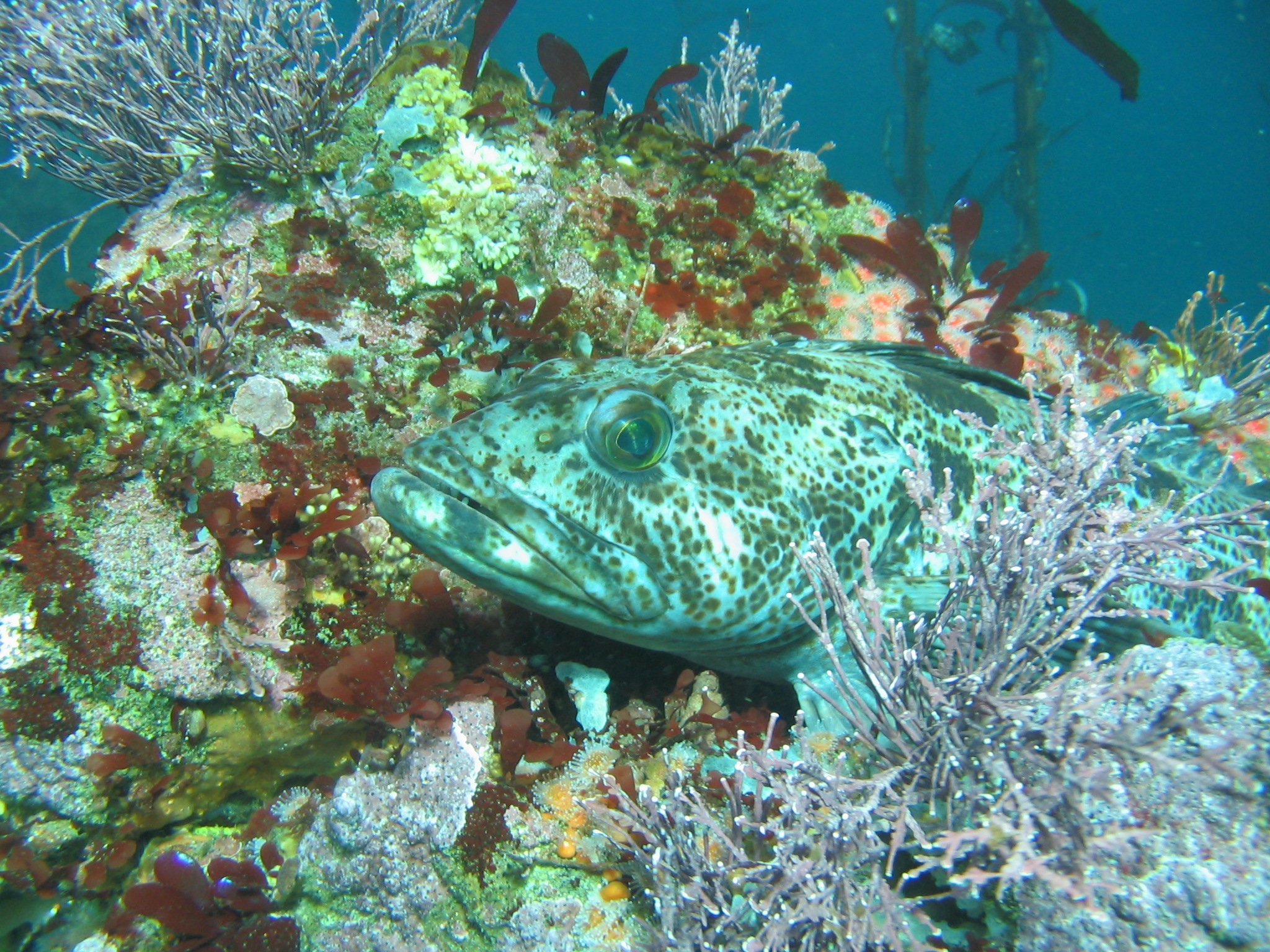